# Campeonato Brasileiro de Futebol de 1971
O Campeonato Brasileiro de Futebol de 1971, originalmente denominado Campeonato Nacional de Clubes pela CBD, foi a 16.ª edição do Campeonato Brasileiro. Este torneio era considerado pela CBF como a primeira edição do Brasileirão entre 1976 e 2010, quando a entidade determinou a unificação que reconhecia a Taça Brasil (1959 a 1968) e o 'Robertão' (1967 a 1970) como títulos brasileiros. O certame foi vencido pelo Atlético Mineiro, conquistando assim o seu segundo título de campeão brasileiro.
Em 2021, a CBF lançou a marca "Brasileirão Assaí 50 anos", que "marca o tempo de existência do Campeonato Brasileiro com este nome [chamado de Campeonato Nacional de Clubes pela antiga CBD], ou seja, desde 1971". Ressaltou, porém, que os títulos anteriores a essa data também são reconhecidos como "campeonatos brasileiros". Em 2023, a CBF oficializou o Torneio dos Campeões de 1937 como primeira edição do Campeonato Brasileiro, em uma unificação semelhante a de 2010. Com a decisão, o Atlético-MG voltou a ter o posto de "primeiro campeão brasileiro" e, como consequência colateral, o I Campeonato Nacional de Clubes deixou de ser a 15ª edição, passando a ser a 16ª.
A fórmula de disputa da edição do Campeonato Brasileiro de 1971 foi semelhante à da Taça de Prata do ano anterior. A maior diferença foi que o regulamento inicial previa uma fase classificatória mais curta, com jogos apenas dentro de cada grupo e com duas vagas reservadas para os clubes com a melhor média de renda. Porém, devido as muitas denúncias de compra de ingressos pelos clubes e uma revolta dos jogadores do Flamengo, que deveriam perder o jogo contra o Santos para poderem se classificar, fizeram com que a CBD recuasse e modificasse o regulamento, estendendo a fase inicial e eliminando a classificação por renda.
O número de participantes também foi semelhante, as únicas alterações se deram no representante paranaense, que voltou a ser o Coritiba, campeão de seu estado, e no quinto clube paulista, que deixou de ser a Ponte Preta para dar novamente lugar à Portuguesa, além de ser acrescentado mais uma equipe de Minas Gerais (América Mineiro) e outra de Pernambuco (Sport) e a inclusão de mais um estado, o Ceará, que foi representado pelo Ceará Sporting Club. Assim, o campeonato passou a ter vinte clubes, ao invés de dezessete, não sofrendo nenhuma mudança drástica em relação a edição anterior. A média de público também manteve-se semelhante, na casa dos vinte mil pagantes.
A divisão mais alta era denominada "Divisão Extra", com "Primeira Divisão" sendo usado para o torneio de acesso (desde então conhecido por Campeonato Brasileiro Série B). Tal campeonato foi vencido pelo Villa Nova (MG). Porém, não existia rebaixamento, mas houve promoção — foi o vice-campeão Remo, e não o campeão Villa Nova, que ficou com a vaga para disputar o Nacional de 1972.

## História
O Brasil já contava com a realização de campeonatos nacionais desde 1959. Quando a Taça Brasil começou a ser disputada, entretanto, devido a questões econômicas, de transporte e de calendário, esta competição contemplava, geralmente, apenas as equipes campeãs estaduais, além de seu campeão do ano anterior. Em 1967, como o Brasil já se encontrava um pouco mais estruturado, tendo meios de transporte melhores, foi possível ousar em um campeonato mais integrado, surgindo assim, o Torneio Roberto Gomes Pedrosa/Taça de Prata, que tornou-se na primeira competição nacional a englobar os principais clubes brasileiros.
Porém, devido a grande popularidade do futebol no Brasil, o governo militar enxergou uma excelente oportunidade para promover o ufanismo e a imagem de integração nacional, passando a intervir regularmente no esporte. Colocando, na prática, o futebol no ambicioso Plano de Integração Nacional (PIN). Com a elite política (desde governadores a vereadores, passando por prefeitos e deputados interessados em ver suas cidades representadas no certame nacional) convencida dos benefícios e dos dividendos eleitorais da instrumentalização da maior paixão nacional, o futebol. No entanto, não somente os políticos tinham interesse no campeonato nacional, pois diversos outros agentes sociais perceberam que poderiam se beneficiar da competição. Como a revista Placar, que desde sua criação adotou uma postura crítica em relação à administração do futebol nacional e considerava o modelo administrativo usado pelos dirigentes ultrapassado, defendia a organização de um campeonato que reunisse as principais agremiações do Brasil e que fosse totalmente integrado. Em consequência natural destas reivindicações, apareceria as propostas de criação de um Campeonato Nacional de clubes. Os primeiros argumentos utilizados seriam aqueles ligados à ampliação do mercado dos clubes dentro do País e a maior facilidade para a elaboração de um calendário racional. Uma visão evolucionista dá o tom das argumentações, como se um campeonato de proporções nacionais fosse um estágio obrigatório para o desenvolvimento do futebol brasileiro, mesmo sabendo-se que isso poderia acarretar na falência das pequenas agremiações. Com uma chamada de capa que dizia: "Senhores Dirigentes, Eis o Campeonato Nacional", os jornalistas da revista apresentam a alguns dirigentes, exceto aqueles ligados à Confederação Brasileira de Desportos que não aceitaram dialogar com a reportagem, um calendário ideal, com férias, espaço para as excursões ao exterior e uma tabela racional, aonde os clubes fariam deslocamentos de uma maneira a reduzir os custos com passagens aéreas, deixando a competição viável economicamente. Até mesmo como seria a participação da televisão no orçamento dos clubes era ponto de debate pela Placar.
No decorrer desse processo político, surge em 1971, um novo torneio, o Campeonato Nacional de Clubes, que viera com a proposta de englobar times de todas as regiões do País. Este novo certame ficaria conhecido, a partir de 1976, como sendo a primeira edição do Campeonato Brasileiro, excluindo a versão anterior, apesar de disputado sob formato similar ao do "Robertão" — em seus boletins oficiais entre 1971 e 1975, a CBD colocava as edições do Robertão em igualdade de condições com as edições do Campeonato Nacional de Clubes, apenas mantendo os nomes próprios, excluindo esta informação a partir do boletim de 1976. Entretanto, a primeira edição do campeonato pareceu muito mais com o velho Robertão do que com uma competição que realmente integrasse totalmente os clubes de futebol do País — isso aconteceu porque a edição do Torneio Roberto Gomes Pedrosa/Taça de Prata de 1970 foi utilizada como base para a criação da nova competição. O Ceará, o Sport e o América Mineiro foram os únicos clubes acrescentados, sendo que só os cearenses representavam um Estado diferente; ou seja, o campeonato passou a ter vinte clubes, em vez de dezessete, não sofrendo nenhuma mudança drástica em relação à edição anterior da Taça de Prata. Além disso, a fórmula seguia parecida com a da competição anterior, com a criação de uma segunda divisão. No entanto, não existia rebaixamento, mas havia promoção — foi o vice-campeão Remo, e não o campeão Villa Nova, que ficou com a vaga para disputar o Campeonato Nacional de 1972. Devido a estas características do certame, a revista Placar, que lutara durante todo o ano de 1970 pela criação do Campeonato Nacional de Clubes, acabou adotando uma postura cautelosa após a criação da nova competição. Sob o título "Até que enfim um Campeonato Nacional — mas tem que melhorar", a revista criticava a hegemonia dos fatores políticos em detrimento dos aspectos futebolísticos. Para a revista, o Nacional "não passava de um Robertão um pouco diferente", o que não contribuía para alterar a estrutura arcaica do futebol brasileiro. A Placar reclama da falta de um sistema verdadeiro de acesso e descenso, dos critérios de seleção dos clubes participantes que era atrelado aos campeonatos estaduais, não ficando claro quais eram os parâmetros usados para o número de vagas de cada Estado, deixando muitas federações de fora da competição (como Rio de Janeiro, Goiás, Santa Catarina e Amazonas). Estas federações ignoradas, lideradas por Goiás, organizaram um campeonato paralelo, o Torneio de Integração Nacional.

## Fórmula de disputa
Primeira Fase: Os vinte participantes foram divididos em duas chaves de dez clubes cada, mas jogaram todos contra todos em turno único, primeiro contra os times da sua chave e depois contra os da outra chave. Os seis primeiros colocados de cada chave se classificavam para a segunda fase.
Segunda fase: Os doze clubes classificados foram divididos em três grupos com quatro clubes cada, jogando em dois turnos, classificando-se o primeiro lugar de cada grupo.
Fase final: Triangular decisivo, um turno apenas.

## Participantes
| Equipe           | Cidade         | Estado | Título(s)                                   |
| ---------------- | -------------- | ------ | ------------------------------------------- |
| America          | Rio de Janeiro | GB     | 0 (não possui)                              |
| América Mineiro  | Belo Horizonte | MG     | 0 (não possui)                              |
| Atlético Mineiro | Belo Horizonte | MG     | 1 (1937)                                    |
| Bahia            | Salvador       | BA     | 1 (1959)                                    |
| Botafogo         | Rio de Janeiro | GB     | 1 (1968)                                    |
| Ceará            | Fortaleza      | CE     | 0 (não possui)                              |
| Corinthians      | São Paulo      | SP     | 0 (não possui)                              |
| Coritiba         | Curitiba       | PR     | 0 (não possui)                              |
| Cruzeiro         | Belo Horizonte | MG     | 1 (1966)                                    |
| Flamengo         | Rio de Janeiro | GB     | 0 (não possui)                              |
| Fluminense       | Rio de Janeiro | GB     | 1 (1970)                                    |
| Grêmio           | Porto Alegre   | RS     | 0 (não possui)                              |
| Internacional    | Porto Alegre   | RS     | 0 (não possui)                              |
| Palmeiras        | São Paulo      | SP     | 4 (1960, 1967[RGP], 1967[TB], 1969)         |
| Portuguesa       | São Paulo      | SP     | 0 (não possui)                              |
| Santa Cruz       | Recife         | PE     | 0 (não possui)                              |
| Santos           | Santos         | SP     | 6 (1961, 1962, 1963, 1964, 1965, 1968[RGP]) |
| São Paulo        | São Paulo      | SP     | 0 (não possui)                              |
| Sport            | Recife         | PE     | 0 (não possui)                              |
| Vasco da Gama    | Rio de Janeiro | GB     | 0 (não possui)                              |

Notas
- RGP. ^ Em 1967 e 1968, foram realizados dois Campeonatos Brasileiros. Esta colocação refere-se ao torneio denominado na época de Torneio Roberto Gomes Pedrosa.
- TB. ^ Em 1967 e 1968, foram realizados dois Campeonatos Brasileiros. Esta colocação refere-se ao torneio denominado na época de Taça Brasil.

## Primeira fase
Primeiro Turno
Rodada 1
- 07/08 - Santa Cruz 1 x 4 Corinthians - Ilha do Retiro/PE
- 07/08 - São Paulo 0 x 3 Grêmio - Morumbi/SP
- 08/08 - Coritiba 0 x 2 Cruzeiro - Couto Pereira/PR
- 08/08 - Ceará 0 x 0 Vasco - Presidente Vargas/CE
- 08/08 - Palmeiras 1 x 0 Portuguesa - Pacaembu/SP
- 08/08 - Internacional 0 x 0 Fluminense - Beira-Rio/RS
- 08/08 - Sport 1 x 0 Flamengo - Ilha do Retiro/PE
- 08/08 - Bahia 0 x 0 Santos - Fonte Nova/BA
- 08/08 - Atlético Mineiro 1 x 1 América Mineiro - Mineirão/MG
- 08/08 - Botafogo 0 x 0 América - Maracanã/RJ

Rodada 2
- 11/08 - Cruzeiro 2 x 1 Portuguesa - Mineirão/MG
- 11/08 - Ceará 0 x 1 Corinthians - Presidente Vargas/CE
- 11/08 - Bahia 1 x 1 Flamengo - Fonte Nova/BA
- 11/08 - América 0 x 2 Grêmio - Maracanã/RJ
- 11/08 - Sport 0 x 2 Santos - Ilha do Retiro/PE
- 12/08 - Santa Cruz 1 x 0 Vasco - Ilha do Retiro/PE

Rodada 3
- 14/08 - Santos 3 x 1 São Paulo - Morumbi/SP
- 14/08 - Botafogo 1 x 1 Flamengo - Maracanã/RJ
- 14/08 - América Mineiro 1 x 1 América - Mineirão/MG
- 15/08 - Grêmio 1 x 1 Atlético Mineiro - Olímpico/RS
- 15/08 - Bahia 3 x 0 Sport - Fonte Nova/BA
- 15/08 - Coritiba 2 x 1 Portuguesa - Couto Pereira/PR
- 15/08 - Corinthians 0 x 0 Palmeiras - Morumbi/SP
- 15/08 - Fluminense 0 x 1 Vasco - Maracanã/RJ
- 15/08 - Ceará 0 x 0 Santa Cruz - Presidente Vargas/CE
- 15/08 - Cruzeiro 2 x 0 Internacional - Mineirão/CE

Rodada 4
- 18/08 - Fluminense 2 x 1 Coritiba - Maracanã/RJ
- 18/08 - Bahia 0 x 1 São Paulo - Fonte Nova/BA
- 18/08 - Santos 0 x 0 Botafogo - Pacaembu/SP
- 18/08 - América Mineiro 0 x 0 Grêmio - Mineirão/MG

Rodada 5
- 21/08 - Flamengo 0 x 1 Atlético Mineiro - Maracanã/RJ
- 21/08 - Corinthians 0 x 0 Cruzeiro - Pacaembu/SP
- 21/08 - Internacional 2 x 1 Palmeiras - Beira-Rio/RS
- 22/08 - Coritiba 1 x 0 Santa Cruz - Couto Pereira/PR
- 22/08 - Ceará 1 x 0 Fluminense - Presidente Vargas/CE
- 22/08 - Vasco 0 x 3 Portuguesa - Maracanã/RJ
- 22/08 - Sport 0 x 0 São Paulo - Ilha do Retiro/PE
- 22/08 - Santos 0 x 0 América - Parque Antártica/SP
- 22/08 - Grêmio 1 x 1 Botafogo - Olímpico/RS

Rodada 6
- 25/08 - Sport 2 x 2 Fluminense - Ilha do Retiro/PE
- 25/08 - Coritiba 0 x 1 Internacional - Couto Pereira/PR
- 25/08 - Palmeiras 1 x 1 Cruzeiro - Pacaembu/SP
- 25/08 - Botafogo 2 x 1 América Mineiro - Maracanã/RJ
- 25/08 - Grêmio 2 x 0 Sport - Olímpico/RS
- 25/08 - Atlético Mineiro 4 x 0 Bahia - Mineirão/MG
- 26/08 - Corinthians 4 x 1 Portuguesa - Pacaembu/SP
- 26/08 - Flamengo 1 x 1 América - Maracanã/RJ

Rodada 7
- 28/08 - Sport 1 x 1 Atlético Mineiro - Ilha do Retiro/PE
- 29/08 - Santa Cruz 2 x 2 Palmeiras - Ilha do Retiro/PE
- 29/08 - Internacional 0 x 1 Portuguesa - Ilha do Retiro/PE
- 29/08 - Cruzeiro 6 x 0 Ceará - Mineirão/MG
- 29/08 - Coritiba 0 x 2 Vasco - Couto Pereira/PR
- 29/08 - Fluminense 0 x 1 Corinthians - Maracanã/RJ
- 29/08 - São Paulo 0 x 0 Flamengo - Morumbi/SP
- 29/08 - Bahia 0 x 0 América Mineiro - Fonte Nova/BA

Rodada 8
- 01/09 - Portuguesa 1 x 0 Fluminense - Parque Antártica/SP
- 01/09 - Santa Cruz 1 x 0 Cruzeiro - Ilha do Retiro/PE
- 01/09 - Ceará 0 x 3 Palmeiras - Presidente Vargas/CE
- 01/09 - Vasco 1 x 1 Internacional - Maracanã/RJ
- 01/09 - Bahia 1 x 3 América - Fonte Nova/BA
- 01/09 - Grêmio 1 x 0 Santos - Olímpico/RS
- 01/09 - Atlético Mineiro 2 x 0 São Paulo - Mineirão/MG
- 02/09 - Sport 0 x 1 Botafogo - Ilha do Retiro/PE
- 02/09 - América Mineiro 1 x 1 Flamengo - Mineirão/MG

Rodada 9
- 04/09 - Palmeiras 1 x 0 Fluminense - Parque Antártica/SP
- 04/09 - Cruzeiro 0 x 0 Vasco - Mineirão/MG
- 05/09 - Internacional 2 x 2 Corinthians - Beira-Rio/RS
- 05/09 - Coritiba 2 x 1 Ceará - Couto Pereira/PR
- 05/09 - São Paulo 1 x 1 América Mineiro - Morumbi/SP
- 05/09 - Flamengo 1 x 1 Grêmio - Maracanã/RJ
- 05/09 - Atlético Mineiro 2 x 1 Santos - Mineirão/MG
- 05/09 - Bahia 0 x 1 Botafogo - Fonte Nova/BA
- 05/09 - Sport 0 x 3 América - Ilha do Retiro/PE

Rodada 10
- 07/09 - Vasco 1 x 0 Palmeiras - Maracanã/RJ
- 08/09 - Santa Cruz 3 x 2 Portuguesa - Ilha do Retiro/PE
- 08/09 - Ceará 0 x 0 Internacional - Presidente Vargas/CE
- 08/09 - Corinthians 2 x 3 Coritiba - Pacaembu/SP
- 08/09 - América 2 x 0 Atlético Mineiro - Maracanã/RJ
- 09/09 - Santos 3 x 0 América Mineiro - Vila Belmiro/SP
- 09/09 - Botafogo 2 x 1 São Paulo - Maracanã/RJ

Rodada 11
- 11/09 - Santa Cruz 2 x 2 Internacional - Ilha do Retiro/PE
- 11/09 - Coritiba 0 x 1 Palmeiras - Couto Pereira/PR
- 11/09 - Fluminense 0 x 1 Cruzeiro - Maracanã/RJ
- 11/09 - Ceará 0 x 0 Portuguesa - Presidente Vargas/CE
- 11/09 - Corinthians 1 x 0 Vasco - Pacaembu/SP
- 12/09 - São Paulo 2 x 1 América - Morumbi/SP
- 12/09 - Flamengo 1 x 0 Santos - Maracanã/RJ
- 12/09 - Atlético Mineiro 2 x 2 Botafogo - Mineirão/MG
- 12/09 - Grêmio 0 x 0 Bahia - Olímpico/RS
- 12/09 - Sport 1 x 0 América Mineiro - Ilha do Retiro/PE

Segundo Turno
Rodada 1
- 18/09 - Vasco 0 x 0 São Paulo - Maracanã/RJ
- 18/09 - Sport 0 x 1 Corinthians - Ilha do Retiro/PE
- 18/09 - Santos 0 x 0 Portuguesa - Vila Belmiro/SP
- 19/09 - Coritiba 2 x 0 Grêmio - Couto Pereira/PR
- 19/09 - Fluminense 0 x 0 América - Maracanã/RJ
- 19/09 - Ceará 0 x 2 Atlético Mineiro - Presidente Vargas/CE
- 19/09 - Cruzeiro 0 x 0 Bahia - Mineirão/MG
- 19/09 - Internacional 1 x 0 América Mineiro - Beira-Rio/RS
- 19/09 - Palmeiras 1 x 2 Flamengo - Parque Antártica/SP
- 19/09 - Santa Cruz 0 x 0 Botafogo - Ilha do Retiro/PE

Rodada 2
- 25/09 - Portuguesa 0 x 3 América - Parque Antártica/SP
- 25/09 - Grêmio 1 x 0 Ceará - Olímpico/RS
- 25/09 - Atlético Mineiro 2 x 2 Santa Cruz - Mineirão/MG
- 25/09 - Flamengo 1 x 1 Coritiba - Maracanã/RJ
- 26/09 - Bahia 1 x 2 Corinthians - Fonte Nova/BA
- 26/09 - São Paulo 1 x 1 Cruzeiro - Morumbi/SP
- 26/09 - Fluminense 0 x 0 Botafogo - Maracanã/RJ
- 26/09 - América Mineiro 1 x 2 Botafogo - Mineirão/MG
- 26/09 - Sport 0 x 1 Vasco - Ilha do Retiro/PE
- 26/09 - Internacional 1 x 1 Santos - Beira-Rio/RS

Rodada 3
- 02/10 - Corinthians 3 x 1 América Mineiro - Pacaembu/SP
- 02/10 - Internacional 2 x 0 América - Beira-Rio/RS
- 03/10 - Sport 0 x 1 Fluminense - Ilha do Retiro/PE
- 03/10 - Grêmio 1 x 0 Portuguesa - Olímpico/RS
- 03/10 - Coritiba 1 x 0 Atlético Mineiro - Couto Pereira/PR
- 03/10 - Bahia 2 x 0 Santa Cruz - Fonte Nova/BA
- 03/10 - Vasco 0 x 0 Flamengo - Maracanã/RJ
- 03/10 - Ceará 0 x 1 São Paulo - Presidente Vargas/CE
- 03/10 - Cruzeiro 0 x 1 Santos - Mineirão/MG
- 03/10 - Palmeiras 3 x 1 Botafogo - Pacaembu/SP

Rodada 4
- 22/09 - Corinthians 0 x 0 Atlético Mineiro - Parque Antártica/SP
- 29/09 - América 2 x 1 Cruzeiro - Maracanã/RJ
- 06/10 - Vasco 2 x 0 América Mineiro - Maracanã/RJ
- 06/10 - São Paulo 1 x 1 Internacional - Morumbi /SP
- 06/10 - Santa Cruz 1 x 1 Grêmio - Ilha do Retiro/PE

Rodada 5
- 09/10 - Botafogo 1 x 0 Corinthians - Maracanã/RJ
- 09/10 - América Mineiro 0 x 0 Santa Cruz - Mineirão/MG
- 10/10 - Bahia 1 x 1 Internacional - Fonte Nova/BA
- 10/10 - Grêmio 1 x 0 Vasco - Olímpico/RS
- 10/10 - Sport 0 x 2 Palmeiras - Ilha do Retiro/PE
- 10/10 - São Paulo 0 x 1 Portuguesa - Morumbi/SP
- 10/10 - Atlético Mineiro 1 x 1 Cruzeiro - Mineirão/MG
- 10/10 - Flamengo 0 x 1 Fluminense - Maracanã/RJ
- 10/10 - Coritiba 2 x 1 América - Couto Pereira/PR
- 10/10 - Ceará 0 x 0 Santos - Presidente Vargas/CE

Rodada 6
- 13/10 - Flamengo 1 x 0 Portuguesa - Maracanã/RJ
- 13/10 - América Mineiro 2 x 0 Coritiba - Mineirão/MG

Rodada 7
- 16/10 - Palmeiras 0 x 1 Santos - Pacaembu/SP
- 16/10 - Fluminense 2 x 0 Atlético Mineiro - Maracanã/RJ
- 17/10 - Corinthians 0 x 2 São Paulo - Pacaembu/SP
- 17/10 - Santa Cruz 1 x 1 Flamengo - Ilha do Retiro/PE
- 17/10 - Coritiba 2 x 0 Bahia - Couto Pereira/PE
- 17/10 - Cruzeiro 5 x 1 Sport - Mineirão/MG
- 17/10 - Vasco 2 x 2 América - Maracanã/RJ
- 17/10 - Ceará 1 x 0 Botafogo - Presidente Vargas/CE
- 17/10 - Internacional 1 x 0 Grêmio - Beira-Rio/RS

Rodada 8
- 20/10 - Bahia 3 x 1 Ceará - Fonte Nova/BA
- 20/10 - Sport 2 x 1 Coritiba - Ilha do Retiro/PE

Rodada 9
- 23/10 - São Paulo 1 x 1 Palmeiras - Morumbi/SP
- 23/10 - Botafogo 0 x 0 Internacional - Maracanã/RJ
- 23/10 - Atlético Mineiro 5 x 1 Portuguesa - Mineirão/MG
- 24/10 - Grêmio 1 x 0 Fluminense - Olímpico/RS
- 24/10 - Santa Cruz 1 x 1 Sport - Ilha do Retiro/PE
- 24/10 - Cruzeiro 0 x 0 América Mineiro - Mineirão/MG
- 24/10 - Flamengo 1 x 3 Corinthians - Maracanã/RJ
- 24/10 - Santos 2 x 0 Vasco - Pacaembu/SP
- 24/10 - Ceará 0 x 1 América - Presidente Vargas/CE

Rodada 10
- 27/10 - Coritiba 1 x 0 Santos - Couto Pereira/PR
- 27/10 - Fluminense 0 x 0 América Mineiro - Maracanã/RJ
- 27/10 - Portuguesa 3 x 1 Botafogo - Pacaembu/SP
- 10/11 - Palmeiras 0 x 0 Bahia - Parque Antártica/SP

Rodada 11
- 30/10 - América 2 x 0 Palmeiras - Maracanã/RJ
- 30/10 - Corinthians 1 x 1 Santos - Pacaembu/SP
- 30/10 - Cruzeiro 2 x 1 Grêmio - Mineirão/MG
- 30/10 - Santa Cruz 0 x 2 São Paulo - Ilha do Retiro/PE
- 31/10 - Vasco 1 x 0 Botafogo - Maracanã/RJ
- 31/10 - Sport 0 x 0 Portuguesa - Ilha do Retiro/PE
- 31/10 - Atlético Mineiro 3 x 1 Internacional - Mineirão/MG
- 31/10 - Bahia 0 x 0 Fluminense - Fonte Nova/BA
- 31/10 - Ceará 0 x 1 Flamengo - Presidente Vargas/CE

Rodada 12
- 06/11 - São Paulo 2 x 1 Fluminense - Morumbi/SP
- 06/11 - Vasco 0 x 0 Atlético Mineiro - Maracanã/RJ
- 06/11 - Internacional 2 x 1 Sport - Beira-Rio/RS
- 07/11 - Coritiba 0 x 0 Botafogo - Couto Pereira/PR
- 07/11 - Flamengo 0 x 0 Cruzeiro - Maracanã/RJ
- 07/11 - Santa Cruz 0 x 1 Santos - Ilha do Retiro/PE
- 07/11 - América Mineiro 2 x 0 Ceará - Mineirão/MG
- 07/11 - Bahia 1 x 0 Portuguesa - Fonte Nova/BA
- 07/11 - Grêmio 0 x 1 Palmeiras - Olímpico/RS
- 07/11 - Corinthians 3 x 1 América - Pacaembu/SP

Rodada 13
- 13/11 - Portuguesa 1 x 0 América Mineiro - Pacaembu/SP
- 13/11 - Fluminense 3 x 1 Santos - Maracanã/RJ
- 14/11 - Internacional 2 x 0 Flamengo - Beira-Rio/RS
- 14/11 - Corinthians 1 x 1 Grêmio - Pacaembu/SP
- 14/11 - Santa Cruz 0 x 0 América - Ilha do Retiro/PE
- 14/11 - Botafogo 2 x 2 Cruzeiro - Maracanã/RJ
- 14/11 - Coritiba 2 x 0 São Paulo - Couto Pereira/PR
- 14/11 - Atlético Mineiro 0 x 0 Palmeiras - Mineirão/MG
- 14/11 - Bahia 1 x 0 Vasco - Fonte Nova/BA
- 14/11 - Ceará 1 x 2 Sport - Presidente Vargas/CE

### Grupo A
|  |                                            |
|  | Zona de classificação para a próxima fase. |

### Grupo B
|  |                                            |
|  | Zona de classificação para a próxima fase. |

## Segunda fase

### Grupo A
- 21/11 - São Paulo 1 x 0 Corinthians - Morumbi/SP
- 21/11 - América 0 x 0 Cruzeiro - Maracanã/RJ
- 24/11 - Corinthians 1 x 0 América - Pacaembu/SP
- 24/11 - Cruzeiro 0 x 2 São Paulo - Mineirão/MG
- 27/11 - São Paulo 1 x 0 América - Morumbi/SP
- 28/11 - Cruzeiro 1 x 0 Corinthians - Mineirão/MG
- 01/12 - América 3 x 1 Corinthians - Maracanã/RJ
- 01/12 - São Paulo 1 x 1 Cruzeiro - Morumbi/SP
- 04/12 - Corinthians 0 x 0 São Paulo - Pacaembu/SP
- 05/12 - Cruzeiro 0 x 0 América - Mineirão/MG
- 08/12 - Corinthians 2 x 0 Cruzeiro - Pacaembu/SP
- 08/12 - América 1 x 1 São Paulo - Maracanã/RJ

| Classificação | Classificação | Classificação | Classificação | Classificação | Classificação | Classificação | Classificação | Classificação | Classificação |
| Pos           | Times         | Pts           | J             | V             | E             | D             | GP            | GC            | SG            |
| ------------- | ------------- | ------------- | ------------- | ------------- | ------------- | ------------- | ------------- | ------------- | ------------- |
| 1             | São Paulo     | 9             | 6             | 3             | 3             | 0             | 6             | 2             | +4            |
| 2             | Corinthians   | 5             | 6             | 2             | 1             | 3             | 4             | 5             | -1            |
| 3             | America       | 5             | 6             | 1             | 3             | 2             | 4             | 4             | 0             |
| 4             | Cruzeiro      | 5             | 6             | 1             | 3             | 2             | 2             | 5             | –3            |

| Confrontos  | Confrontos | Confrontos | Confrontos | Confrontos |
|             | AME        | COR        | CRU        | SPO        |
| ----------- | ---------- | ---------- | ---------- | ---------- |
| America     | —          | 3–1        | 0–0        | 1-1        |
| Corinthians | 1–0        | —          | 2–0        | 0–1        |
| Cruzeiro    | 0–0        | 1–0        | —          | 0–2        |
| São Paulo   | 1-0        | 0–0        | 1–1        | —          |

|  |                                            |
|  | Zona de classificação para a próxima fase. |

### Grupo B
- 20/11 - Internacional 1 x 1 Santos - Beira-Rio/RS
- 21/11 - Atlético Mineiro 2 x 1 Vasco - Mineirão/RS
- 25/11 - Santos 2 x 1 Atlético Mineiro - Morumbi/SP
- 25/11 - Vasco 2 x 0 Internacional - Maracanã/RJ
- 28/11 - Vasco 0 x 0 Santos - Maracanã/RJ
- 28/11 - Internacional 1 x 4 Atlético Mineiro - Beira-Rio/RS
- 01/12 - Atlético Mineiro 2 x 0 Santos - Mineirão/MG
- 01/12 - Internacional 3 x 0 Vasco - Beira-Rio/RS
- 04/12 - Vasco 1 x 1 Atlético Mineiro - Maracanã/RJ
- 05/12 - Santos 0 x 1 Internacional - Morumbi/SP
- 09/12 - Santos 4 x 0 Vasco - Morumbi/SP
- 09/12 - Atlético Mineiro 0 x 1 Internacional - Mineirão/MG

| Classificação | Classificação    | Classificação | Classificação | Classificação | Classificação | Classificação | Classificação | Classificação | Classificação |
| Pos           | Times            | Pts           | J             | V             | E             | D             | GP            | GC            | SG            |
| ------------- | ---------------- | ------------- | ------------- | ------------- | ------------- | ------------- | ------------- | ------------- | ------------- |
| 1             | Atlético Mineiro | 7             | 6             | 3             | 1             | 2             | 10            | 6             | +4            |
| 2             | Internacional    | 7             | 6             | 3             | 1             | 2             | 7             | 7             | 0             |
| 3             | Santos           | 6             | 6             | 2             | 2             | 2             | 7             | 5             | +2            |
| 4             | Vasco da Gama    | 4             | 6             | 1             | 2             | 3             | 4             | 10            | –6            |

| Confrontos       | Confrontos | Confrontos | Confrontos | Confrontos |
|                  | CAM        | INT        | SAN        | VAS        |
| ---------------- | ---------- | ---------- | ---------- | ---------- |
| Atlético Mineiro | —          | 0-1        | 2-0        | 2-1        |
| Internacional    | 1–4        | —          | 1–1        | 3-0        |
| Santos           | 2–1        | 0-1        | —          | 4–0        |
| Vasco da Gama    | 1-1        | 2–0        | 0–0        | —          |

|  |                                            |
|  | Zona de classificação para a próxima fase. |

### Grupo C
- 20/11 - Palmeiras 1 x 1 Coritiba - Pacaembu/SP
- 21/11 - Grêmio 1 x 1 Botafogo - Olímpico/RS
- 24/11 - Botafogo 3 x 3 Palmeiras - Maracanã/RJ
- 24/11 - Coritiba 0 x 1 Grêmio - Couto Pereira/PR
- 28/11 - Coritiba 1 x 0 Botafogo - Couto Pereira/PR
- 28/11 - Palmeiras 3 x 1 Grêmio - Pacaembu/SP
- 02/12 - Palmeiras 0 x 1 Botafogo - Morumbi/SP
- 02/12 - Grêmio 2 x 0 Coritiba - Olímpico/RS
- 05/12 - Botafogo 3 x 1 Grêmio - Maracanã/RJ
- 05/12 - Coritiba 0 x 0 Palmeiras - Couto Pereira/PR
- 09/12 - Botafogo 3 x 0 Coritiba - Maracanã/RJ
- 09/12 - Grêmio 0 x 0 Palmeiras - Olímpico/RS

| Classificação | Classificação | Classificação | Classificação | Classificação | Classificação | Classificação | Classificação | Classificação | Classificação |
| Pos           | Times         | Pts           | J             | V             | E             | D             | GP            | GC            | SG            |
| ------------- | ------------- | ------------- | ------------- | ------------- | ------------- | ------------- | ------------- | ------------- | ------------- |
| 1             | Botafogo      | 8             | 6             | 3             | 2             | 1             | 11            | 6             | +5            |
| 2             | Grêmio        | 6             | 6             | 2             | 2             | 2             | 6             | 7             | -1            |
| 3             | Palmeiras     | 6             | 6             | 1             | 4             | 1             | 7             | 6             | +1            |
| 4             | Coritiba      | 4             | 6             | 1             | 2             | 3             | 2             | 7             | –5            |

| Confrontos | Confrontos | Confrontos | Confrontos | Confrontos |
|            | BOT        | CFC        | GRE        | PAL        |
| ---------- | ---------- | ---------- | ---------- | ---------- |
| Botafogo   | —          | 3-0        | 3-1        | 3-3        |
| Coritiba   | 1-0        | —          | 0-1        | 0-0        |
| Grêmio     | 1–1        | 2-0        | —          | 0–0        |
| Palmeiras  | 0-1        | 1–1        | 3–1        | —          |

|  |                                            |
|  | Zona de classificação para a próxima fase. |

     Vitória do mandante
     Vitória do visitante
     Empate

## Fase final
Jogo 1
| 12 de dezembro de 1971 | Atlético Mineiro | 1 – 0 | São Paulo | Mineirão, Belo Horizonte Público: 59.320 Árbitro: Armando Marques |
|                        | Oldair 75'       |       |           |                                                                   |

Atlético Mineiro: Renato: Humberto Monteiro, Grapete, Vantuir e Oldair; Vanderlei e Humberto Ramos; Ronaldo, Dario, Beto (Spencer) e Romeu Cambalhota (Tião). Técnico: Telê Santana.
São Paulo: Sérgio; Forlan, Samuel, Arlindo e Gilberto Sorriso; Teodoro e Gérson; Terto, Édson, Toninho e Paraná. Técnico: José Poy.
Jogo 2
| 15 de dezembro de 1971 | São Paulo                                          | 4 – 1 | Botafogo         | Morumbi, São Paulo Público: 33.930 (31.029 pags.) Árbitro: Armando Marques |
|                        | Forlan 61' · Terto 65' 86' · Toninho Guerreiro 71' |       | Ney Oliveira 53' |                                                                            |

São Paulo: Sérgio; Forlan, Samuel, Arlindo e Gilberto Sorriso; Teodoro e Gérson; Terto, Everaldo (Paulo), Toninho (Édson) e Paraná. Técnico: José Poy.
Botafogo: Ubirajara; Paulo César, Djalma Dias, Nei Conceição e Valtencir; Carlos Roberto e Marco Aurélio (Tuca); Ney Oliveira, Roberto Miranda (Zequinha), Jairzinho e Careca. Técnico: Paraguaio.
Jogo 3
| 19 de dezembro de 1971 | Botafogo                  | 0 – 1 | Atlético Mineiro | Maracanã, Rio de Janeiro Público: 46.458 Árbitro: Armando Marques |
|                        | Carlos Roberto 85 Mura 87 |       | Dario 61'        |                                                                   |

Botafogo: Wendell; Mura, Djalma Dias, Queirós e Waltencir; Carlos Roberto e Marco Aurélio (Didinho); Careca (Tuca), Zequinha, Jairzinho e Ney Oliveira. Técnico: Paraguaio.
Atlético Mineiro: Renato; Humberto Monteiro, Grapete, Vantuir e Oldair; Vanderlei e Humberto Ramos; Ronaldo, Lola (Spencer), Dario e Tião. Técnico: Telê Santana.
Classificação do Triangular Final

## Premiação
| Campeonato Brasileiro de Futebol de 1971 |
| Minas Gerais                             |
| ---------------------------------------- |
| ATLÉTICO MINEIRO Campeão (2° título)     |

## Artilheiros
1. Dario (Atlético Mineiro) - 15 gols
2. Mirandinha (Corinthians) - 11 gols
3. Rivelino (Corinthians) e Toninho Guerreiro (São Paulo) - 10 gols
4. Roberto (Botafogo), Tião Abatiá (Coritiba), Tostão (Cruzeiro), César Maluco (Palmeiras) e Mazinho (Santos) - 9 gols
5. Cabinho (Portuguesa) - 8 gols
6. Oldair (Atlético Mineiro) e Terto (São Paulo) - 7 gols
7. Caio Cambalhota e Paraguaio (América) - 6 gols
8. Jairzinho e Paulo César Caju (Botafogo), Dirceu Lopes (Cruzeiro), Flecha e Scotta (Grêmio), Claudiomiro, Sérgio e Valdomiro (Internacional), Luciano (Santa Cruz) e Dé (Vasco da Gama) - 5 gols

## Maiores públicos
- Públicos pagantes acima de 50.000, os demais que não constem listados os públicos pagantes e presentes, a referência é aos pagantes.[carece de fontes?]

1. Vasco da Gama 0-0 Flamengo – 91.025 - 3 de outubro
2. Flamengo 0-1 Fluminense – 77.366 - 3 de outubro (67.226 pags.)
3. Atlético Mineiro 1-1 Cruzeiro - 74.173 - 10 de outubro
4. Internacional 2-2 Corinthians – 66.481 - 5 de setembro
5. Bahia 0-0 Santos – 66.262 - 7 de agosto
6. Corinthians 1-1 Santos – Pacaembu - 64.772 (64.696 pags.)
7. Corinthians 0-1 São Paulo – Morumbi - 64.469 - 21 de novembro
8. Atlético Mineiro 1-0 São Paulo – 59.320 (53.903 pags.)
9. Corinthians 0-0 Cruzeiro – Pacaembu - 50.055 - 21 de agosto